# نادي الرائد موسم 2019–20
سيشارك النادي في دوري المحترفين و‌كأس الملك.
يغطي الموسم الفترة من 1 يوليو 2019 إلى 30 يونيو 2020

## ما قبل الموسم والوديات
انتصار
  تعادل
  خسارة
| أغسطس 2019 مباراة ودية |  | v | الرائد |  |

## المنافسات
انتصار
  تعادل
  خسارة
  مباريات مجدولة

### نظرة عامة
| المنافسة       | أول مباراة     | آخر مباراة    | الدور الافتتاحي | المركز النهائي | السجل | السجل | السجل | السجل | السجل | السجل | السجل | السجل   |
| المنافسة       | أول مباراة     | آخر مباراة    | الدور الافتتاحي | المركز النهائي | لعب   | ف     | ت     | خ     | له    | عليه  | ف.أ.  | الفوز % |
| -------------- | -------------- | ------------- | --------------- | -------------- | ----- | ----- | ----- | ----- | ----- | ----- | ----- | ------- |
| دوري المحترفين | 23 أغسطس 2019  | 30 مايو 2020  | يوم المباراة 1  |                | 17    | 8     | 3     | 6     | 25    | 31    | −6    | 047٫06  |
| كأس الملك      | 10 نوفمبر 2019 | 18 يناير 2020 | دور الـ64       | دور الـ16      | 3     | 2     | 1     | 0     | 5     | 1     | +4    | 066٫67  |
| المجموع        | المجموع        | المجموع       | المجموع         | المجموع        | 20    | 10    | 4     | 6     | 30    | 32    | −2    | 050٫00  |

آخر تحديث: 5 فبراير 2020
المصدر: المنافسات

### دوري المحترفين السعودي

#### جدول الدوري
| م | الفريق  | لعب | ف  | ت | خ  | أ.له | أ.ع | أ.ف | نقاط |
| - | ------- | --- | -- | - | -- | ---- | --- | --- | ---- |
| 4 | الوحدة  | 30  | 16 | 1 | 13 | 45   | 40  | +5  | 49   |
| 5 | الفيصلي | 30  | 14 | 6 | 10 | 41   | 36  | +5  | 48   |
| 6 | الرائد  | 30  | 13 | 7 | 10 | 41   | 50  | −9  | 46   |
| 7 | الشباب  | 30  | 12 | 7 | 11 | 38   | 37  | +1  | 43   |
| 8 | الاتفاق | 30  | 13 | 3 | 14 | 46   | 38  | +8  | 42   |

1. مجموع النقاط ; 2. أعلى فارق أهداف في كامل البطولة (ما له من أهداف ناقص ما عليه).
3. الفريق الأكثر تسجيلاً للأهداف في كامل البطولة. 4. الفريق الأعلى تصنيفاً في بطولة الموسم الماضي.

في حال تعادل فريقين أو أكثر بالنقاط في جميع البطولات المحلية يتم تحديد المركز النهائية في نهاية البطولة وفقاً للترتيب التنازلي:

1.أعلى عدد من النقاط في مبارة أو مباريات الفريقين أو الفرق المتعادلة فيما بينها;
 2. أعلى فارق أهداف (ما له من أهداف ناقص ما عليه) في مبارة أو مباريات الفريقين أو الفرق
المتعادلة فيما بينها (دون احتساب أفضلية التسجيل خارج الأرض);

3. الفريق الأكثر تسجيلاً للأهداف في مباراة أو مباريات الفريقين أو الفرق المتعادلة فيما بينها (دون احتساب أفضلية التسجيل خارج الأرض);
 4.في حال استمرر التعادل بين فريقين أو أكثر من الفرق المتعادلة بعد تطبيق الفقرات من 1 إلى 3 يتم إعادة تطبيدق الفقرات من 1 إلى 3من هذه المادة مرة أخرى فقط على مباريات الفريقين أو الفرق المتساوية.

5.أعلى فارق أهداف في كامل البطولة (ما له من أهداف ناقص ما عليه);
 6.الفريق الأكثر تسجيلاً للأهداف في كامل البطولة;
 7.إذا كانت الفرق المتعادلة فريقان وكانا سوياً على أرض الملعب في المباراة الأخيرة يتم لعب
شوطين إضافيين كمبارة جديدة (دون احتساب أفضلية التسجيل خارج الأرض) وفي حال التعادل
في الأشواط الإضافية يتم لعب ضربات ترجيح.
 8.الأقل حصولاً على مجموع النقاط جراء حصول لاعبيه على البطاقات الصفراء والحمراء في مباريات البطولة. (بحيث يتم احتساب البطاقة الحمراء بثلاث نقاط والصفراء بنقطة واحدة).
9. في حال استمرار التعادل في الفقرات أعلاه من 1 إلى فقرة 8 وكانت الفرق المتعادلة (أكثر من فريقين) أو (فريقان لا يلعبان سوياً على أرض الملعب) يتم إجد مبارة أو مباريات فاصلة بطريقة خروج المغلوب من مرةٍ واحدة بين الفرق المتعادلة فيما بينها وتقوم الجهة المنظمة بتحديد آلية وأماكن إقامة المباراة أو المباريات.

ملاحظة :
- شهد الاجتماع الثلاثي بين كلًا من تركي آل الشيخ رئيس الهيئة العامة للرياضة السعودية، وأحمد اليوسف رئيس الاتحاد الكويتي لكرة القدم، والشيخ علي الخليفة رئيس الاتحاد البحريني في 29 سبتمبر 2018 الاتفاق على مشاركة فريق المحرق البحريني، وفريق كويتي، في الدوري السعودي بالموسم الحالي.[2] ولكن ذلك الأمر ضل مقترحاً ولم يتم تنفيذه على أرض الواقع .

#### ملخص النتائج
| شامل | شامل | شامل | شامل | شامل | شامل | شامل | شامل | على أرضه | على أرضه | على أرضه | على أرضه | على أرضه | على أرضه | خارج أرضه | خارج أرضه | خارج أرضه | خارج أرضه | خارج أرضه | خارج أرضه |
| لعب  | ف    | ت    | خ    | أ.ل  | أ.ع  | ف.أ  | ن    | ف        | ت        | خ        | أ.ل      | أ.ع      | ف.أ      | ف         | ت         | خ         | أ.ل       | أ.ع       | ف.أ       |
| ---- | ---- | ---- | ---- | ---- | ---- | ---- | ---- | -------- | -------- | -------- | -------- | -------- | -------- | --------- | --------- | --------- | --------- | --------- | --------- |
| 17   | 8    | 3    | 6    | 25   | 31   | −6   | 27   | 4        | 1        | 4        | 11       | 17       | −6       | 4         | 2         | 2         | 14        | 14        | 0         |

آخر تحديث: 5 فبراير 2020.

مصدر: Saudi Pro League

#### النتيجة جولة تلو الأخرى
| الجولة  | 1 |
| ------- | - |
| الأرض   |   |
| الحصيلة |   |
| المركز  |   |

#### المباريات
أعلن عن جدول دوري المحترفين السعودي في 21 يوليو 2019.
| 23 أغسطس 2019 1 | الاتحاد                                                                    | 3–1   | الرائد                                        | جدة |
| 20:50           | ألكسندر بريوفيتش 11' (ركل.) · رومارينيو 56'، 90+5' · سعود عبد الحميد 90+3' | تقرير | Al-Sahali 29' · أحمد الزين (لاعب كرة قدم) 84' | الملعب: مدينة الملك عبد الله الرياضية الحضور: 31,781 الحكم: سفاين أودفار موين (اتحاد النرويج لكرة القدم) |

| 31 أغسطس 2019 2 | الرائد                             | 0–5   | الهلال                                                                                                | بريدة |
| 19:05           | محمد فوزير 20' · سلطان الفرحان 37' | تقرير | عمر خربين 6'، 80' · سلمان الفرج 32', 44' · بافيتيمبي غوميز 59' · كارلوس إدواردو دي أوليفيرا ألفيس 67' | الملعب: مدينة الملك عبد الله الرياضية (بريدة) الحضور: 11,601 الحكم: دامير سكومينا (اتحاد سلوفينيا لكرة القدم) |

| 14 سبتمبر 2019 3                | أبها                                                                | 1–1   | الرائد                                              | أبها |
| 18:50 ت ع م+03:00 (ت ع م+03:00) | أمين عطوشي 26' · روبن غابرييل 53' · سعد بقير 67' · صالح آل عباس 74' | تقرير | جلال الداودي 22' (ركلة.), 62' · إزيكيل بالوميكي 36' | الملعب: مدينة الأمير سلطان بن عبد العزيز الرياضية الحضور: 1,222 الحكم: André Narciso (اتحاد البرتغال لكرة القدم) |

| 28 سبتمبر 2019 5 | الرائد | 2–0   | نادي الفيحاء                                                              | بريدة |
| 20:15            | ماركو بيريز 20' · محمد فوزير 22' · إزيكيل بالوميكي 23' · عز الدين دوخة 58' · أحمد الزين (لاعب كرة قدم) 61' | تقرير | صامويل أوسو 45+1' · أنجيلو نيتو 50' · Ba Masoud 88' · أرسينيو نونيز 90+1' | الملعب: مدينة الملك عبد الله الرياضية (بريدة) الحضور: 3,193 الحكم: كيفن بلوم (الاتحاد الملكي الهولندي لكرة القدم) |

| 4 أكتوبر 2019 6 | الفتح                                                                           | 2–2   | الرائد                                                | الأحساء (مدينة)                                                                                  |
| 18:05           | مروان سعدان 21' · ميتشيل تي فريدي 34' · علي الزقعان 41', 78' · ماكسيم كوفال 90' | تقرير | ماركو بيريز 29' · أرنود سوتشين 43' · محمد فوزير 90+1' | الملعب: ملعب الأمير عبد الله بن جلوي الحضور: 7,123 الحكم: خورخي سوزا (اتحاد البرتغال لكرة القدم) |

| 19 أكتوبر 2019 7 | الرائد | 0–2   | النصر | بريدة |
| 18:10            | جلال الداودي 13' · محمد العمري (لاعب كرة قدم) 45' · أرنود سوتشين 51' · سلطان الفرحان 63' · عز الدين دوخة 86' | تقرير | عبد الرزاق حمد الله 18' · مختار علي 44' · مايكون بيريرا روكي 65' · بيتروس ماتيوس دوس سانتوس أراوخو 70' · نور الدين أمرابط 85' · يحيى الشهري 90+3' | الملعب: مدينة الملك عبد الله الرياضية (بريدة) الحضور: 6,745 الحكم: Tobias Welz (اتحاد ألمانيا لكرة القدم) |

| 25 أكتوبر 2019 8 | نادي ضمك           | 0–1   | الرائد                                    | أبها |
| 18:20            | محمد أبو سبعان 70' | تقرير | جلال الداودي 45' · محمد فوزير 53' (ركلة.) | الملعب: مدينة الأمير سلطان بن عبد العزيز الرياضية الحضور: 6,916 الحكم: باس نايهايس (الاتحاد الملكي الهولندي لكرة القدم) |

| 1 نوفمبر 2019 9 | الرائد | 3–2   | الوحدة | بريدة |
| 18:00           | جلال الداودي 42'، 90+2' · أرنود سوتشين 45' · محمد العمري (لاعب كرة قدم) 78' · عبد الله الفهد 80' · إزيكيل بالوميكي 89' · رائد الغامدي 90+5', 90+6' | تقرير | أنسيلمو دي مورايس 23', 75' · وليد باخشوين 33' · ماركوس جويلهيرمي 53' · كريغ غودوين 80' (ركلة.) · حسان تمبكتي 90' | الملعب: مدينة الملك عبد الله الرياضية (بريدة) الحضور: 2,161 الحكم: أوفيديو هاتسيغان (اتحاد رومانيا لكرة القدم) |

| 22 نوفمبر 2019 10 | الحزم                                                                                                | 2–3   | الرائد | الرس (محافظة)                                                                       |
| 17:55             | مورالها 18' · أسامة الخلف 67' · كارلوس ستراندبيرغ 74' · محمد الزبيدي (لاعب) 90+1' · سيف القشطة 90+4' | تقرير | محمد فوزير 21' · أرنود سوتشين 42' · أحمد الزين (لاعب كرة قدم) 56' · عز الدين دوخة 73' · رائد الغامدي 90' · سلطان السوادي 90+4' | الملعب: ملعب نادي الحزم الحضور: 3,328 الحكم: خورخي سوزا (اتحاد البرتغال لكرة القدم) |

| 21 ديسمبر 2019 12 | الرائد                                                                                         | 3–2   | الاتفاق                                                                                                  | بريدة |
| 15:20             | إزيكيل بالوميكي 25' · أرنود سوتشين 35' · جلال الداودي 57' · رائد الغامدي 77' · محمد السهلي 80' | تقرير | عبد الله الخطيب 37' · صالح العمري 42', 71' · إبراهيم محنشي 43' 90+4' · هزاع الهزاع 48' · رايس مبولحي 73' | الملعب: مدينة الملك عبد الله الرياضية (بريدة) الحضور: 1,408 الحكم: أرتور سواريس دياز (اتحاد البرتغال لكرة القدم) |

| 26 ديسمبر 2019 13 | الرائد                                                                        | 1–0   | العدالة                                                         | بريدة |
| 17:55             | أرنود سوتشين 17' · سلطان الفرحان 24' · جلال الداودي 45+1' · عز الدين دوخة 50' | تقرير | راضي الراضي 19' · قاعدة علي السالم الجوية 21' · نادر المولد 44' | الملعب: مدينة الملك عبد الله الرياضية (بريدة) الحضور: 2,980 الحكم: كيفن بلوم (الاتحاد الملكي الهولندي لكرة القدم) |

| 11 يناير 2020 14 | الفيصلي       | 0–1   | الرائد                              | المجمعة                                                                |
| 18:05            | أحمد أشرف 28' | تقرير | جلال الداودي 3' · ماركو بيريز 90+3' | الملعب: مدينة المجمعة الرياضية الحضور: 3,664 الحكم: Mohammed Al-Hoaish |

| 23 يناير 2020 15 | الرائد                                                             | 1–2   | الأهلي                                                                      | بريدة                                                                                 |
| 20:10            | محمد العمري (لاعب كرة قدم) 38' · محمد فوزير 66' · أحمد الرحيلي 71' | تقرير | محمد الخبراني 15' · دجانيني 59' · عمر السومة 84'، 85' · جوزيف دي سوزا 90+4' | الملعب: مدينة الملك عبد الله الرياضية (بريدة) الحضور: 4,148 الحكم: Shukri Al-Hanfoush |

| 31 يناير 2020 16 | الرائد                                         | 1–1   | الاتحاد                                    | بريدة                                                                                 |
| 20:15            | محمد فوزير 31' · أحمد الزين (لاعب كرة قدم) 50' | تقرير | كريم الأحمدي 28' · ليوناردو جيل 80', 90+5' | الملعب: مدينة الملك عبد الله الرياضية (بريدة) الحضور: 6,522 الحكم: Mohammed Al-Hoaish |

| 5 فبراير 2020 17 | الهلال                                                                                     | 3–1   | الرائد                                                       | الرياض                                                                                                |
| 20:20            | كارلوس إدواردو دي أوليفيرا ألفيس 6' · بافيتيمبي غوميز 42' (ركلة.) · عبد الله المعيوف 90+6' | تقرير | جهاد الحسين 30' · سلطان الفرحان 41' · محمد فوزير 60' (ركلة.) | الملعب: استاد جامعة الملك سعود الحضور: 16,566 الحكم: أليكسي كولباكوف (اتحاد روسيا البيضاء لكرة القدم) |

| 15 فبراير 2020 18               | الرائد | v | أبها | بريدة                                 |
| 15:55 ت ع م+03:00 (ت ع م+03:00) |        |   |      | الملعب: مدينة الملك عبد الله الرياضية |

| 28 فبراير 2020 20 | نادي الفيحاء | v | الرائد | المجمعة                        |
| 20:10             |              |   |        | الملعب: مدينة المجمعة الرياضية |

| 6 مارس 2020 21 | الرائد | v | الفتح | بريدة                                 |
| 16:05          |        |   |       | الملعب: مدينة الملك عبد الله الرياضية |

| 12 مارس 2020 22 | النصر | v | الرائد | الرياض                          |
| 20:40           |       |   |        | الملعب: ملعب الأمير فيصل بن فهد |

| 19 مارس 2020 23 | الرائد | v | ضمك | بريدة                                         |
| 20:40           |        |   |     | الملعب: مدينة الملك عبد الله الرياضية (بريدة) |

| 9 أبريل 2020 24 | الوحدة | v | الرائد | مكة                           |
| 20:45           |        |   |        | الملعب: ملعب الملك عبد العزيز |

| 17 أبريل 2020 25 | الرائد | v | الحزم | بريدة                                         |
| 20:30            |        |   |       | الملعب: مدينة الملك عبد الله الرياضية (بريدة) |

| 1 مايو 2020 27 | الاتفاق | v | الرائد | الدمام                          |
| 21:40          |         |   |        | الملعب: ملعب الأمير محمد بن فهد |

| 6 مايو 2020 28 | العدالة | v | الرائد | الأحساء (مدينة)                      |
| 21:45          |         |   |        | الملعب: ملعب الأمير عبد الله بن جلوي |

| 12 مايو 2020 29 | الرائد | v | الفيصلي | بريدة                                         |
| 22:30           |        |   |         | الملعب: مدينة الملك عبد الله الرياضية (بريدة) |

| 30 مايو 2020 30 | الأهلي | v | الرائد | جدة                                   |
| 21:00           |        |   |        | الملعب: مدينة الملك عبد الله الرياضية |

### كأس الملك
| 10 نوفمبر 2019 دور الـ64 | هجر                            | 0–2   | الرائد                                                                                  | الأحساء (مدينة)                                |
| 17:35                    | Al-Shehri 67' · حسن الصندل 80' | تقرير | ماركو بيريز 38' · أرنود سوتشين 45+1' · رائد الغامدي 50' · أحمد الزين (لاعب كرة قدم) 90' | الملعب: Hajer Club Stadium الحكم: محمد البريدي |

| 6 ديسمبر 2019 دور الـ32 | الرائد                                                               | 3–1 (ب.و.إ.) | المجزل                                             | بريدة                                                                |
| 15:15                   | رائد الغامدي 91'، 98' · أحمد الرحيلي 107' · جلال الداودي 111' (ركل.) | تقرير        | Al-Obaid 21' · Cléber 81' · ألكسندر كريستوفاو 119' | الملعب: مدينة الملك عبد الله الرياضية (بريدة) الحكم: Raed Al-Zahrani |

| 2 يناير 2020 دور الـ16                                                                         | الوحدة | 0–0 (ب.و.إ.) (4–3 ج)                                                                 | الرائد                                                   | مكة                                                                        |
| 19:50                                                                                          | محمد القرني 17' · عبد الرحمن الريو 71' · مشاري القحطاني 87' · يوسف نياكاتي 90+2' · ألبرتو بوتيا 114' · ريناتو شافيز 117' | تقرير                                                                                | رائد الغامدي 41' · جلال الداودي 92' · عز الدين دوخة 120' | الملعب: ملعب الملك عبد العزيز الحكم: Igor Pajac (اتحاد كرواتيا لكرة القدم) |
|                                                                                                | ركلات الجزاء |                                                                                      |                                                          |                                                                            |
| كريغ غودوين · يوسف نياكاتي · محمد الصيعري · مشاري القحطاني · أنسيلمو دي مورايس · راكان الشملان | | محمد فوزير · إزيكيل بالوميكي · محمد السهلي · جلال الداودي · Al-Sharimi · ماركو بيريز |                                                          |                                                                            |